# Epicus Doomicus Metallicus
Epicus Doomicus Metallicus — дебютный студийный альбом шведской дум-метал-группы Candlemass, выпущенный 10 июня 1986 года на Black Dragon records. Был перевыпущен в 2003 с бонусным концертным CD. Название альбома Epicus Doomicus Metallicus — стилизованное под латинский язык название стиля «Epic Doom Metal», с которым впоследствии ассоциировалась группа, и одной из основоположников которого её принято считать.

## Об альбоме
Интересным фактом является то, что часть песен, а именно: «Demons Gate», «Black Stone Wielder» была придуманна Лейфом Эдлингом ранее и издана в альбоме группы-предшественницы Candlemass Nemesis под названием The Day Of Retribution. Однако группа распалась вскоре после этого релиза, и данные песни перешли в репертуар Candlemass. От оригинала их отличает живая аранжировка, наличие негитарных вставок и слегка иной ритм.

## Список композиций
Все песни написал Лейф Эдлинг.
1. «Solitude» — 5:37
2. «Demons Gate» — 9:13
3. «Crystal Ball» — 5:23
4. «Black Stone Wielder» — 7:36
5. «Under The Oak» — 6:56
6. «A Sorcerer’s Pledge» — 8:17

### Бонус Live CD
Записанно вживую в Birmingham, в марте 1988.
1. The Well of Souls — 7:25
2. Demons Gate — 9:02
3. Crystal Ball — 5:18
4. Solitude — 6:25
5. Bewitched — 6:24
6. A Sorcerer’s Pledge — 10:53
7. Black Sabbath Medley — 6:12

## Участники записи
- Лейф Эдлинг — бас-гитара
- Mats Björkman — гитара
- Mats Ekström — ударные
- Johan Längqvist — вокал
- Klas Bergwall — гитара
- Cille Svenson — дополнительный вокал на «A Sorcerer’s Pledge»

### Исполнители Бонус-CD
- Мессия Марколин — вокал
- Mats Björkman — гитара
- Lars Johansson — гитара
- Лейф Эдлинг — бас
- Jan Lindh — ударные